# Чаво Гереро
Салвадор Гереро IV (на английски: Salvadore Guerrero IV) е мексикански кечист, по-добре познат на ринга като Чаво Гереро и Чаво Гереро Младши. Шест пъти шампион в средна категория, два пъти отборен шампион на WWE с Еди Гереро, отборен шампион на WCW с Капрал Каджин, както и шампион на ECW.
Произхожда от известната фамилия на мексикански кечисти – Гереро. Внук на Гори Гереро, син на Чаво Гереро Старши и племенник на Еди Гереро, Хектор Гереро, Мендо Гереро и Енрико Лейнес, роднина на Хавиер Лейнес и Хектор Меджиа. Дядо му, Гори Гереро, е един от най-известните борци в историята на Мексико.